# Jim Thorpe

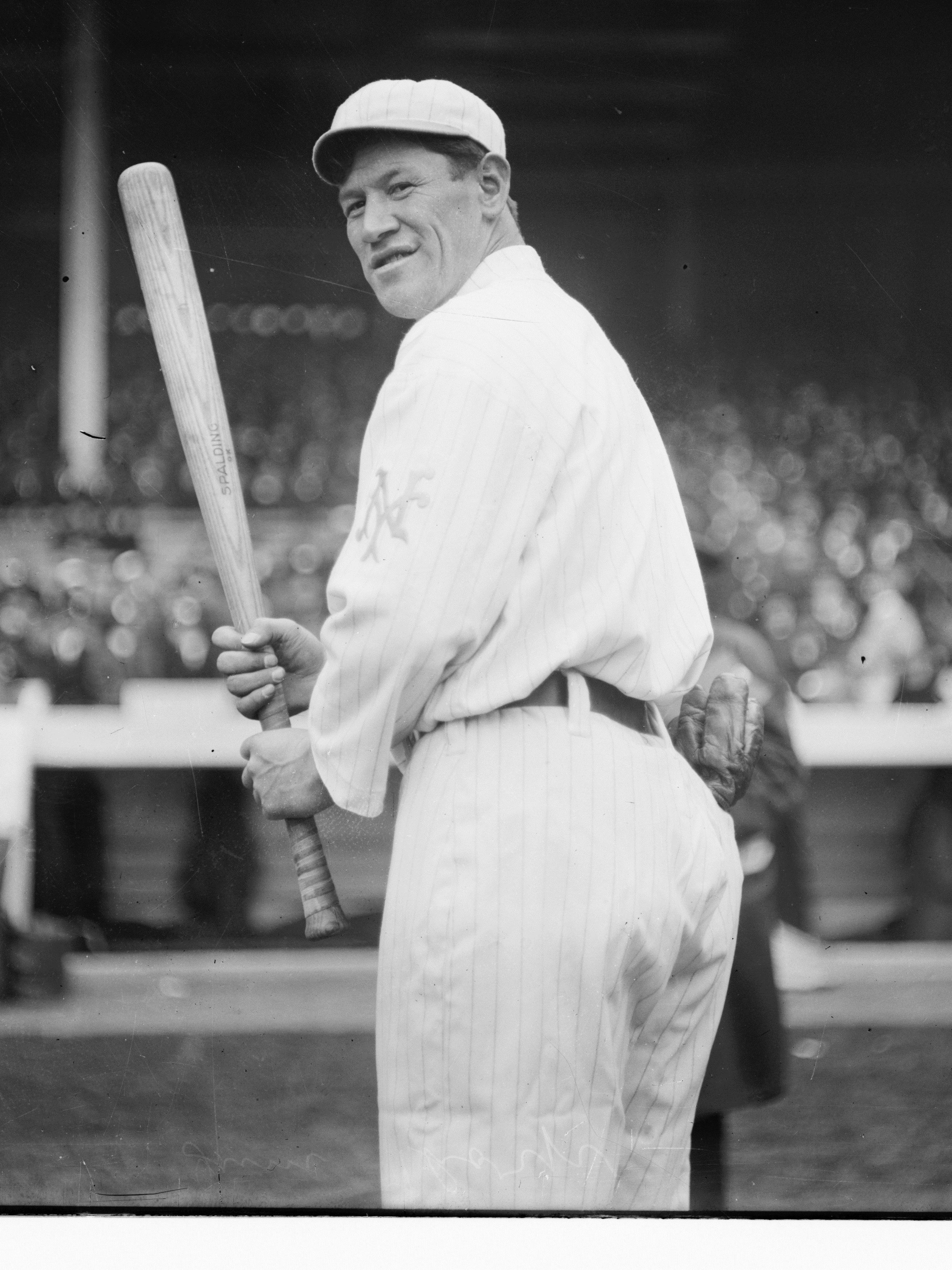
Jim Thorpe na Polo Grounds v New Yorku

James Francis „Jim“ Thorpe (28. května 1888 Prague, Oklahoma – 28. března 1953 Lomita, Kalifornie) byl americký sportovec smíšeného bělošsko-indiánského původu. Byl mimořádně univerzálním sportovcem: na Letních olympijských hrách 1912 získal zlaté medaile v pětiboji i desetiboji, kromě toho hrával profesionálně americký fotbal, baseball, basketbal a Lakros. Když se následně zjistilo, že byl před olympiádou placen za hraní baseballu, byly mu olympijské medaile odňaty kvůli porušení zásady amatérismu. V roce 1983 mu Mezinárodní olympijský výbor medaile posmrtně vrátil.